# Leptochilus jordaneus
Leptochilus jordaneus är en stekelart som beskrevs av Gusenleitner 1994. Leptochilus jordaneus ingår i släktet Leptochilus och familjen Eumenidae. Inga underarter finns listade i Catalogue of Life.